# Lemonias theodora
Lemonias theodora is een vlindersoort uit de familie van de prachtvlinders (Riodinidae), onderfamilie Riodininae.
Lemonias theodora werd in 1903 beschreven door Godman.